# Joseph Nagyvary

Joseph Nagyvary, bioquímico y profesor que ha pasado años analizando los violines hechos por Antonio Stradivari y Giuseppe Guarneri.

## Biografía
Joseph Nagyvary, nació el 18 de abril de 1934 en Szeged, Hungría y como Albert Szent-Györgyi, se inspiró a una edad temprana para estudiar bioquímica. De 1952 a 1956 cursó bioquímica en la Universidad Eötvös Loránd de Budapest y en 1957 pasó a Zúrich, donde quedó fascinado por un violín de Albert Einstein. En 1963 fue a Cambridge y luego a los Estados Unidos donde se convirtió en profesor de Bioquímica en la Universidad de Texas A&M.

## Investigación
En 1983 dedicó su investigación enteramente al estudio de los violines realizados por Stradivarius y Guarneri, donde tuvo éxito en la fabricación de un violín que describió cercano a la calidad de Stradivarius.  Esto lo logró dejando la madera en remojo con salmuera. Esto debido a la falta de tierra en Venecia, durante ese período la madera importada a menudo se almacenaba ceca de la laguna de Venecia , donde un tipo de descomposición tenía un ligero efecto sobre la madera. Nagyvary logró adquirir madera de un violín de Stradivarius, y en un microscopio encontró que en las placas de filtro natural había poros. También trató la madera con una preparación de bórax y otros químicos usados posiblemente por Stradivari para prevenir insectos.